# Boinville-en-Mantois
Boinville-en-Mantois é uma comuna francesa na região administrativa da Île-de-France, no departamento de Yvelines. A comuna possui 259 habitantes segundo o censo de 1990.